# Hugo Becker (Schauspieler)

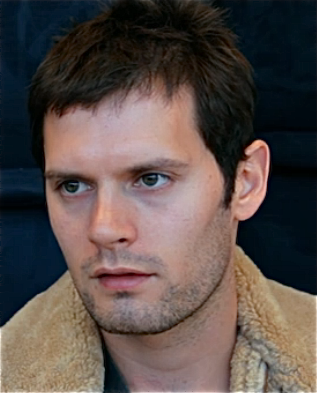
Hugo Becker (2013)

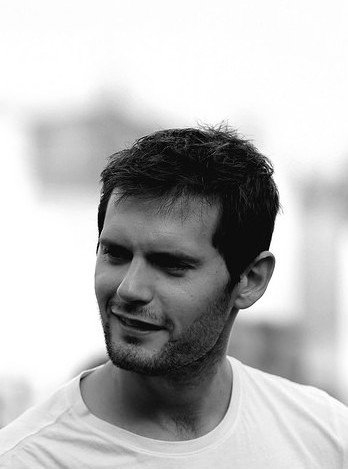
Hugo Becker (2015)

Hugo Becker (* 13. Mai 1986 in Metz, Frankreich) ist ein französischer Schauspieler, der durch seine Rolle als Prinz Louis Grimaldi in Gossip Girl bekannt wurde.

## Leben
Nach dem Abitur besuchte Becker eine französisch-englische Schauspielschule (Conservatory of Dramatic Art, Royal Academy of Dramatic Art) in Paris. Im Jahr 2010 wurde er als junges Cannes-Talent ausgezeichnet. Im selben Jahr gab er sein Debüt auf dem Bildschirm mit einer Vielzahl an Rollen, wie z. B. als Politiker in dem französischen Film The Assault, als ein betrunkener Tramper in On the Run, als der Student Eric Valette in Meine erste Liebe und als lustiger Händler in La croisière.
Im Jahr 2010 gab er sein amerikanisches TV-Debüt als Louis Grimaldi, Fürst von Monaco, in Gossip Girl. In der vierten Staffel der Serie fanden zwei Folgen in Paris und 20 in New York statt. 2011 erhielt Becker die Hauptrolle in Algebra in Love neben Greta Gerwig und Adam Brody; Whit Stillman führte die Regie.

## Filmografie

### Film
- 2010: The Assault (L’assaut)
- 2010: La Mariée n’est pas qu’une Marchande de Frites (Kurzfilm)
- 2011: Algebra in Love (Damsels in Distress)
- 2011: On the Run (La proie)
- 2011: Meine erste Liebe (Ma première fois)
- 2011: La croisière
- 2012: Mystery of Matter
- 2013: Breathe In
- 2013: F.A.N (Kurzfilm)
- 2016: Un jour mon prince
- 2019: Willkommen in der Nachbarschaft (Jusqu'ici tout va bien)
- 2020: The Last Journey (Le Dernier Voyage de Paul W.R.)
- 2022: Freiheit oder Tod (Vaincre ou mourir)

### Fernsehen/Serien
- 2010–2012: Gossip Girl (Fernsehserie, 18 Folgen)
- 2011: RIS, Police scientifique  (Fernsehserie, Folge 6x03)
- 2011: Julie Lescaut (Fernsehserie, Folge 21x02)
- 2013: The Cop – Crime Scene Paris (Fernsehserie, zwei Folgen)
- 2014: Silent Witness (Fernsehserie, zwei Folgen)
- 2014: Mary Higgins Clark: Mysteriöse Verbrechen – Warte bis du schläfst (Collection Mary Higgins Clark, la reine du suspense, Folge Où es-tu maintenant?)
- 2015: Chefs (Fernsehserie, sechs Folgen)
- 2015–2018: Frankreich gegen den Rest der Welt (Au service de la France, Fernsehserie, 24 Folgen)
- 2015: Mystère à l’Opéra (Fernsehfilm)
- 2016–2020: Baron Noir (Fernsehserie, 18 Folgen)
- 2016: Bajo sospecha (Fernsehserie, zehn Folgen)
- 2019: Osmosis (Fernsehserie, acht Folgen)
- 2020: Call My Agent! (Fernsehserie, eine Folge)
- 2024: The New Look (Fernsehserie)
- 2024: Concordia – Tödliche Utopie (Fernsehserie)